# Au bout de mes rêves (film)
 (juillet 2022).
Pour la chanson, voir Au bout de mes rêves.
Pour plus de détails, voir Fiche technique et Distribution.
Au bout de mes rêves (Potato Dreams of America) est une comédie dramatique américaine écrite et réalisée par Wes Hurley et sortie en 2022.

## Synopsis
Lena et son fils Potato fuient la dure réalité de Vladivostok après la chute de l'Union soviétique en regardant des films américains. Lena se marie par correspondance avec un Américain. Elle part s’installer aux États-Unis avec son fils. Une fois à Seattle, ils réalisent que les Etats-Unis sont pleins de surprises.

## Fiche technique
- Réalisation : Wes Hurley
- Scénario : Wes Hurley
- Musique : Catherine Joy et Joshua Kohl
- Décors : Kristen Bonnalie
- Costumes : Harmony Arnold
- Photographie : Vincent Pierce
- Production : Wes Hurley, Vicky Berglund-Davenport, Sue Corcoran et Mischa Jakupcak
- Pays de production :  États-Unis
- Langue originale : anglais
- Format : couleur
- Genre : Biopic et comédie dramatique
- Durée : 95 minutes
- Dates de sortie : 
  - États-Unis : 14 janvier 2022

## Distribution
- Hersh Powers : Potato enfant
- Jonathan Bennett : Jésus
- Lea DeLaria : Tamara
- Lauren Tewes : Nina
- Dan Lauria : John